# Aziz al-Dawla
Aziz al-Dawla (fallecido en 1022) fue el primer gobernador fatimí de Alepo, y sirvió desde c.  1016 hasta su muerte. Aziz al-Dawla, de etnia armenia, comenzó su carrera política como ghulam (soldado esclavo) de confianza de Manjutakin, el gobernador fatimí de Damasco bajo el califa Al-Hákim. Este último nombró a Aziz al-Dawla gobernador de Alepo, que prosperó durante su gobierno.
En 1020, Aziz al-Dawla actuaba independientemente de al-Hákim, afirmando su soberanía emitiendo sus propias monedas y pronunciando su nombre en la jutba (azalá del viernes). Cuando al-Hákim envió un ejército para reprimir a Aziz al-Dawla, este último apeló al apoyo bizantino pero canceló la apelación cuando al-Hákim desapareció misteriosamente a principios de 1021. Posteriormente, la corte fatimí intentó reconciliarse con Aziz al-Dawla, quien, sin embargo, se movió para asegurar su gobierno construyendo un palacio bien fortificado al pie de la ciudadela de Alepo. En julio de 1022, Aziz al-Dawla fue asesinado mientras dormía por uno de sus ghulams de confianza en un complot ideado por otro de sus ghulams, Abu'l-Najm Badr, con probable respaldo del sucesor práctico de al-Hakim, Sitt al-Mulk. Badr sucedió a Aziz al-Dawla como gobernador, pero fue arrestado tres meses después.

## Carrera temprana
Aziz al-Dawla era de etnia armenia y ghulam de Manjutakin, el gobernador fatimí de Damasco, durante el reinado del califa al-Hákim. El historiador del siglo XII Ibn al-Adim escribió que Manjutakin favorecía mucho a Aziz al-Dawla y lo describió como sabio, valiente y generoso. Aziz al-Dawla era musulmán, y el historiador del siglo XV al-Maqrizi describió a Aziz al-Dawla como "inteligente y piadoso".

## Gobernador de Alepo

### Nombramiento por al-Hákim
En 1016, el gobernador de Alepo, Mansur ibn Lu'lu', huyó de la ciudad en medio de una revuelta encabezada por su comandante de la ciudadela, Fath al-Qal'i, con el apoyo de los quilabidas locales liderados por Salih ibn Mirdas. Estos últimos codiciaban el control de Alepo, mientras que los fatimíes, que controlaban las partes central y meridional de Siria, vieron una oportunidad de extender su dominio a la ciudad y al norte de Siria. Las tropas fatimíes de Apamea lideradas por Ali ibn al-Dayf habían sido invitadas a ayudar a Fath a mantener el control de la ciudad, pero a medida que los disturbios continuaban, al-Dayf pidió refuerzos. Después, al-Hákim envió tropas desde Sidón y Trípoli y obligó a Fath a abandonar Alepo y asumir el cargo de gobernador de Tiro; Fath había preferido gobernar junto con Salih, pero el pueblo de Alepo rechazó el gobierno beduino y prefirió una administración fatimí.
En octubre de 1016, al-Hákim nombró a Aziz al-Dawla para reemplazar a Fath, convirtiendo a Aziz al-Dawla en el primer gobernador de Alepo y Jund Qinnasrin (distrito del norte de Siria) designado por los fatimíes. Al-Hákim al mismo tiempo le otorgó una túnica de honor, una espada y una silla de montar chapada en oro. Aziz al-Dawla entró en Alepo el 3 de febrero de 1017. A principios de su gobierno, en 1018, Aziz al-Dawla persuadió a Salih para que su madre, Rabab, residiera en Alepo. La medida tenía como objetivo solidificar su amistad con Salih y los quilabidas, y demostrar a los habitantes de Alepo, que vivían constantemente bajo la amenaza de una invasión bizantina, que estaba estableciendo una alianza militar con los poderosa tribu beduina contra los bizantinos  No se sabe nada más sobre las interacciones entre Aziz al-Dawla y Salih, pero el historiador Suhayl Zakkar supone que Salih estaba satisfecho con el gobierno de Aziz al-Dawla.

### Maniobras hacia la independencia
Aziz al-Dawla fue un gobernador ambicioso y estableció Alepo como una entidad autónoma entre dos rivales regionales, el Califato fatimí y el Imperio bizantino. Al asumir el cargo de gobernador, Aziz al-Dawla convenció a las tropas fatimíes en la ciudad de que una vez completada su tarea debían retirarse a sus guarniciones en Sidón, Trípoli y Apamea. Posteriormente destituyó a los funcionarios fatimíes de los cargos municipales y provinciales. Para demostrar públicamente su soberanía, emitió sus propias monedas omitiendo el nombre de al-Hákim e hizo leer su propio nombre en las mezquitas de la ciudad durante la jutba (azalá del viernes). Además, tenía su nombre honorífico, al-Sayyid Amir al-Umara Aziz al-Dawla, inscrito en la Puerta de Antioquía de la ciudad y en candelabros de plata en la Gran Mezquita de Alepo.
Las fuentes contemporáneas no registraron la fecha de los actos formales de soberanía de Aziz al-Dawla, pero Zakkar supone que probablemente ocurrieron en 1020. Ese año, al-Hákim lanzó una expedición para reafirmar el dominio fatimí directo sobre Alepo, lo que llevó a Aziz al-Dawla para solicitar asistencia militar al emperador bizantino Basilio II. Al-Hákim desapareció misteriosamente en febrero de 1021 y cuando la noticia de esto llegó a Aziz al-Dawla, canceló su trato con Basilio II, cuyo ejército había llegado a las cercanías de Ayn Tab, y obtuvo el respaldo de los quilabidas para contrarrestar los bizantinos. En consecuencia, Basilio II se retiró.
La sucesión del joven hijo de al-Hákim, Ali az-Zahir, como califa impulsó la confianza de Aziz al-Dawla, y la corte fatimí, que estaba efectivamente controlada por la hermana de al-Hakim, Sitt al-Mulk, le envió numerosos obsequios y túnicas de honor para reconciliarse con él. No obstante, Aziz al-Dawla buscó asegurar su virtual independencia y construyó un palacio y una casa de baños bien fortificados al pie de la ciudadela de Alepo. Además, reclutó a varios ghulams para su servicio y guardaespaldas. Los ghulams residían en la ciudadela y su comandante era Abu'l-Najm Badr, un turco que también sirvió como gobernador de la ciudadela.

### Asesinato
Badr, con el apoyo secreto de Sitt al-Mulk, conspiró para asesinar a Aziz al-Dawla. El complot, según los cronistas musulmanes medievales, fue iniciado por Sitt al-Mulk y la corte fatimí. Zakkar especula que cuando Sitt al-Mulk envió enviados con regalos para Aziz al-Dawla, también los envió con mensajes a Badr prometiéndole el puesto de Aziz al-Dawla en caso de que traicionara a su maestro. Badr manipuló a otro ghulam de Aziz al-Dawla, Tuzun, que era de origen indio, para cometer el asesinato advirtiéndole que Aziz al-Dawla intentó matar a Tuzun en varias ocasiones, pero todas fueron evitadas por la intervención de Badr; Badr convenció a Tuzun, por quien Aziz al-Dawla sentía un gran afecto, de que debía matar a Aziz al-Dawla para salvar su propia vida.
El 6 de julio de 1022, Aziz al-Dawla había ido a cazar mientras Badr y Tuzun planeaban su asesinato. A su regreso al palacio, Aziz al-Dawla se bañó, comió, se emborrachó y luego se fue a la cama. Mientras Aziz al-Dawla dormía, Tuzun lo decapitó con su espada. Badr presenció el asesinato e inmediatamente se volvió contra Tuzun y alertó a los otros ghulams, quienes respondieron matando a Tuzun. Zakkar explica que la historia antes mencionada es la única narrativa que describe el asesinato de Aziz al-Dawla y "es difícil aceptarla al pie de la letra". También considera que la supuesta participación de Sitt al-Mulk en el complot es "cuestionable".
En cualquier caso, Badr denunció el asesinato de Aziz al-Dawla al tribunal fatimí, que lamentó públicamente a Aziz al-Dawla, pero en secreto quedó satisfecho con su muerte. Badr fue designado sucesor de Aziz al-Dawla, pero gobernó durante poco más de tres meses antes de que Ali al-Dayf fuera enviado a arrestarlo. Posteriormente fue reemplazado por gobernadores separados para la ciudad y ciudadela de Alepo. Hacia 1025, Salih y los Banu Kilab desalojaron a los gobernadores fatimíes y establecieron el gobierno mirdasí sobre la ciudad.

## Cultura durante su gobierno
Aziz al-Dawla fue un gobernante culto con un amor particular por la poesía, la literatura y la filosofía. Él mismo escribió poesía. El destacado poeta local al-Ma'arri tenía relaciones amistosas con Aziz al-Dawla y le dedicó dos de sus obras: Risalat al-Sahil wa'l Shahij ("Carta de un caballo y una mula") y Kitab al-Qa'if .